# 1854 en santé et médecine
| Années de la santé et de la médecine : 1851 - 1852 - 1853 - 1854 - 1855 - 1856 - 1857    |
| Décennies de la santé et de la médecine : 1820 - 1830 - 1840 - 1850 - 1860 - 1870 - 1880 |

Cet article présente les faits marquants de l'année 1854 en santé et médecine.

## Événements
- 8 juillet : le vapeur Pleiad, parti de Dublin le 24 mai, quitte Fernando Poo pour une expédition d'exploration, dirigée par le médecin britannique William Balfour Baikie après la mort de John Beecroft. Elle remonte le Niger et la Bénoué pendant 118 jours. Pour la première fois, la quinine est employée avec succès pour prévenir le paludisme et le Pleiad rentre en Angleterre sans aucune perte[1],[2].

- Septembre : Manuel Garcia, chanteur et professeur de chant, met au point un laryngoscope à miroir[3].
- 4 novembre  : trente-huit infirmières volontaires britanniques parties de Londres le 21 octobre arrivent à la caserne Selimiye de Scutari sous la direction de Florence Nightingale pour une mission humanitaire pour soigner les soldats blessés lors de la guerre de Crimée[4].

- Novembre : le médecin badois Karl von Vierordt présente à la Société médicale allemande de Paris  un sphygmographe, instrument utilisé pour mesurer la pression artérielle par voie externe[5].

- 10 décembre : dans un article lu devant la Società medico-fisica de Florence intitulé « Observations microscopiques et déductions pathologiques sur le choléra asiatique »[6], l'anatomiste italien Filippo Pacini décrit le responsable du choléra, la bactérie Vibrio cholerae qu'il a isolé[7]. Sa découverte est ignorée à cause de la prédominance de la théorie du miasme, imputant la responsabilité du choléra (et d'autres maladies dont on ne connaissait pas l'origine) à une mauvaise qualité de l'air.

- Le  physiologiste français Claude Bernard introduit le concept de milieu intérieur dans l'organisme[8] (« la fixité du milieu intérieur est la condition d'une vie libre et indépendante »).

## Publication
- Filippo Pacini (1812-1883) réussit à isoler le responsable du choléra, la bactérie Vibrio cholerae et fait une présentation devant l'Institut anatomique de Florence[9]. Sa découverte sera ignorée à cause de la prédominance de la théorie du miasme, imputant la responsabilité du choléra (et d'autres maladies dont on ne connaissait pas l'origine) à une mauvaise qualité de l'air.
- Edmond-Léonce Hiffelsheim, Le cœur bat parce qu'il recule, ou recherches théoriques et expérimentales sur la cause de la locomotion du cœur, Paris, Bignoux Lire en ligne.

## Naissances
- Date indéterminée
  - Seraphima Schachowa (morte après 1910), médecin et histologiste ukrainienne.

## Décès
- 16 janvier : Charles Gaudichaud-Beaupré (né en 1789), pharmacien de la Marine et botaniste français.